# Star Trek: Insurrection
Star Trek: Insurrection (conocida en España como Star Trek: Insurrección y en Hispanoamérica como Viaje a las estrellas: Insurrección) es una película estadounidense de ciencia ficción de 1998, la novena del universo ficticio de Star Trek creado por Gene Roddenberry. Es la tercera película con el plantel de actores de Star Trek: The Next Generation. La película fue dirigida por Jonathan Frakes, con guion de Michael Piller y Rick Berman, y música compuesta por Jerry Goldsmith.

## Argumento
La película trata sobre el cumplimiento de las Directivas de la Federación Unida de Planetas. El comandante Data se encuentra observando, junto con un equipo de la Flota Estelar, a una sociedad pacífica en un planeta con características especiales de su atmósfera. Los Son'a, aliados de la Federación, pretenden adueñarse de los poderes curativos y regenerativos de la radiación del planeta e intervienen en el mismo, incumpliendo la Primera Directiva, mientras que miembros de la Federación lo apoyan. 
El comandante Data se rebela contra la Federación, tras sufrir un cortocircuito, para defender a esta sociedad inocente de las aspiraciones de los Son'a. La acción se sitúa hacia el año 2375.
El teniente comandante Data (Brent Spiner) es transferido temporalmente a una misión encubierta para observar al pacífico pueblo Ba'ku. Mientras está en su planeta, funciona mal y revela la presencia del grupo de trabajo conjunto, una alianza secreta Federación-Son'a que observa a los Ba'ku. 
El almirante Matthew Dougherty (Anthony Zerbe) se pone en contacto con el USS Enterprise-E para obtener los esquemas de Data con fines de recuperación, pero afirma rotundamente que la presencia del Enterprise no es necesaria. La tripulación decide ignorar estas órdenes y toma el Enterprise para capturar datos. El capitán Jean-Luc Picard ( Patrick Stewart ) sospecha de la insistencia de Dougherty de que el Enterprise ya no es necesario y ordena que se investigue la causa del mal funcionamiento de Data. 
La tripulación descubre que los Ba'ku poseen tecnología avanzada, pero han rechazado su uso para vivir una vida más simple en la superficie del planeta y ocultan un secreto. Debido a las "partículas metafásicas" únicas que emanan de los anillos de su planeta, son efectivamente inmortales, las células de sus cuerpos se regeneran todos los días con la luz del sol reflejada en los anillos. Por el contrario, los aliados de la Federación, los Son'a, son una raza decrépita que confía en la tecnología médica para evitar la muerte; su uso excesivo de la cirugía estética les da una apariencia momificada y están al límite de la modificación genética. 
La tripulación de la nave Enterprise en la órbita del planeta, también comienza a experimentar los efectos de rejuvenecimiento del planeta, por la energía de los anillos: el teniente comandante Geordi La Forge (LeVar Burton) descubre que sus ojos se han regenerado y ya no necesita implantes oculares, el comandante William Riker (Jonathan Frakes) y la consejera Deanna Troi (Marina Sirtis) reavivan su relación sentimental abandonada hace mucho tiempo, y Picard desarrolla una relación romántica con la mujer Ba'ku Anij (Donna Murphy).
Data y Picard descubren una nave de la Federación sumergida bajo una pequeña represa de agua y camuflada que contiene una holocubierta gigantesca instalada para recrear la aldea natal de Ba'ku. El mal funcionamiento de Data proviene de un ataque de Son'a, el resultado de su descubrimiento accidental de la nave y del plan secreto para apoderarse del planeta. Picard se enfrenta a Dougherty y se entera de que los altos oficiales de la Federación se confabularon con Son'a para mover engañosamente a los Ba'ku a la nave y reubicarlos a la fuerza en otro planeta, lo que les podrá permitir que las partículas de los anillos se puedan recolectaran a gran escala, pero envenenando el planeta en el proceso con una radiación residual del proceso tecnológico que lo convierte en inhabitable. Dougherty ordena al Enterprise que se vaya para alertar a la Federación de la iniciativa del Almirante y su alianza secreta para obtener la vida eterna y aumentar su poder. Picard responde que los beneficios médicos de las partículas no justifican los planes de Dougherty para el Ba'ku y violan la Primera Directiva de la Federación, de no perjudicar el desarrollo de otras civilizaciones.
Picard se une a algunos miembros de su tripulación para luchar en la superficie del planeta, ayudar a los Ba'ku a escapar de ser secuestrados mientras Riker lleva al Enterprise fuera del sistema planetario, una nebulosa que altera las señales de comunicación, para llegar al rango de transmisión y poder comunicar la violación de las directivas a la Flota Estelar. Los Son'a envían sondas robóticas para localizar y capturar a los Ba'ku que huyen. 
El líder de Son'a, Ahdar Ru'afo (F. Murray Abraham), convence a Dougherty para que permita que dos barcos de Son'a ataquen el Enterprise. Riker derrota a las naves atacantes en la nebulosa y el Enterprise escapa, liberando una explosión con su núcleo de energía. Al quedar todo su plan expuesto, Ru'afo insiste en recolectar la fuente de radiación de los anillos del planeta de inmediato. Picard, Anij y varios Ba'ku son transportados como prisioneros a la nave Son'a. Picard le revela a Dougherty que Son'a y Ba'ku son la misma raza: Son'a es una facción rebelde de los Ba'ku que renunció a su existencia bucólica un siglo antes para adoptar el uso de la tecnología. Intentaron tomar el poder, pero fallaron, y los ancianos Ba'ku los exiliaron del planeta, negándoles los efectos rejuvenecedores de los anillos. Los Son'a desarrollaron un medio artificial e imperfecto para prolongar sus vidas a costa de la desfiguración, y ahora buscan venganza. Ru'afo mata a Dougherty cuando se retira del plan y se mueve para terminar la colección de energía con su nave cosechadora.
Mientras Picard se prepara para la ejecución, convence al desilusionada Son'a Gallatin (Gregg Henry) para que lo ayude a detener a Ru'afo. Picard crea una artimaña para transportar a Ru'afo y su tripulación del puente a la holonave y desactivar la nave cosechadora de energía de los anillos del planeta, evitar afectar la salud de los que viven en el planeta. Ru'afo descubre el engaño, estaba en una cubierta falsa de la nave, formada por hologramas y descubre la nave cosechadora queda fuera de línea por un sabotaje de Picard, entonces se transporta a la nave cosechadora para reiniciar manualmente el proceso. 
Picard lo sigue y configura la cosechadora para que se autodestruya, con los códigos activados manualmente en la nave cosechadora de energía, matando a Ru'afo y escapando en el Enterprise. Los Son'a restantes son perdonados y bienvenidos por los Ba'ku para vivir con ellos en el planeta. Picard organiza una reunión entre Gallatin y su madre Ba'ku para agradecerle su ayuda. La tripulación se toma un momento para disfrutar de su rejuvenecimiento antes de regresar a su misión anterior.

## Intérpretes
| Personaje                           | Intérpretes       | Doblaje español          | Doblaje mexicano     |
| ----------------------------------- | ----------------- | ------------------------ | -------------------- |
| Capitán Jean Luc Picard             | Patrick Stewart   | Ernesto Aura             | Rubén Moya           |
| Comandante William Riker            | Jonathan Frakes   | Manolo García            | Bardo Miranda        |
| Teniente Comandante Data            | Brent Spiner      | Ricky Coello             | Luis Alfonso Padilla |
| Teniente Comandante Geordi La Forge | LeVar Burton      | Luis Posada              | Homero Villarreal    |
| Teniente Comandante Worf            | Michael Dorn      | Miguel Ángel Jenner      | Jorge Santos         |
| Dra. Beverly Crusher                | Gates McFadden    | María Luisa Solá         | Ada Morales          |
| Consejera Deanna Troi               | Marina Sirtis     | M. Carmen Alarcón        | ¿?                   |
| Ahdar Ru'afo                        | F. Murray Abraham | Joaquín Díaz             | Rolando de Castro    |
| Anij                                | Donna Murphy      | Concha García Valero     | ¿?                   |
| Almirante Matthew Dougherty         | Anthony Zerbe     | Antonio Gómez de Vicente | Ricardo Lezama       |
| Artim                               | Michael Welch     | Masumi Mutsuda           | Víctor Ugarte        |
| Sojef                               | Daniel Hugh Kelly | Juan Carlos Gustems      | ¿?                   |
| Gallatin                            | Gregg Henry       | Alfonso Vallés           | Jorge Roldán         |
| Tournel                             | Mark Deakins      | Sergio Zamora            | ¿?                   |

## Recaudación
El estreno de Insurrection se produjo el 11 de diciembre de 1998 en Estados Unidos, obteniendo una recaudación de $70,187,658 dólares en ese país y mundialmente $112,600,000 dólares. El presupuesto para el filme fue de $58 millones de dólares, por lo cual obtuvo una modesta ganancia.  Aunque la película no fue tan conseguido ni exitoso como su precedente, su respuesta en taquilla, aun así, volvió a ser lo suficientemente buena como para asegurar una nueva secuela de la saga, que se estrenó en el 2002.

## DVD
El 11 de mayo de 1999 salió a la venta por primera vez en formato DVD la película. 
Una segunda Edición Especial de Colección se lanzó el 7 de junio de 2005. El primer DVD contenía la película acompañada de comentarios de Michael y Denise Okuda. El filme cuenta con sonido Dolby Digital 5.1 y DTS. El segundo DVD presenta material extra como: Producción, Creando la Ilusión, El Universo de Star Trek, Archivos y Publicidad (Teaser Trailer, Theatrical Trailer y Original Promotional Featurette). 